# Tsévié
Tsévié è una città del Togo situata nella Regione Marittima a 35 km a nord di Lomé, la capitale dello stato.

## Infrastrutture e trasporti
Lo stadio cittadino, lo Stade Docteur Kaolo, è dedicato alla memoria di Edmond Apéti Kossivi.